# Armamento y artillería naval

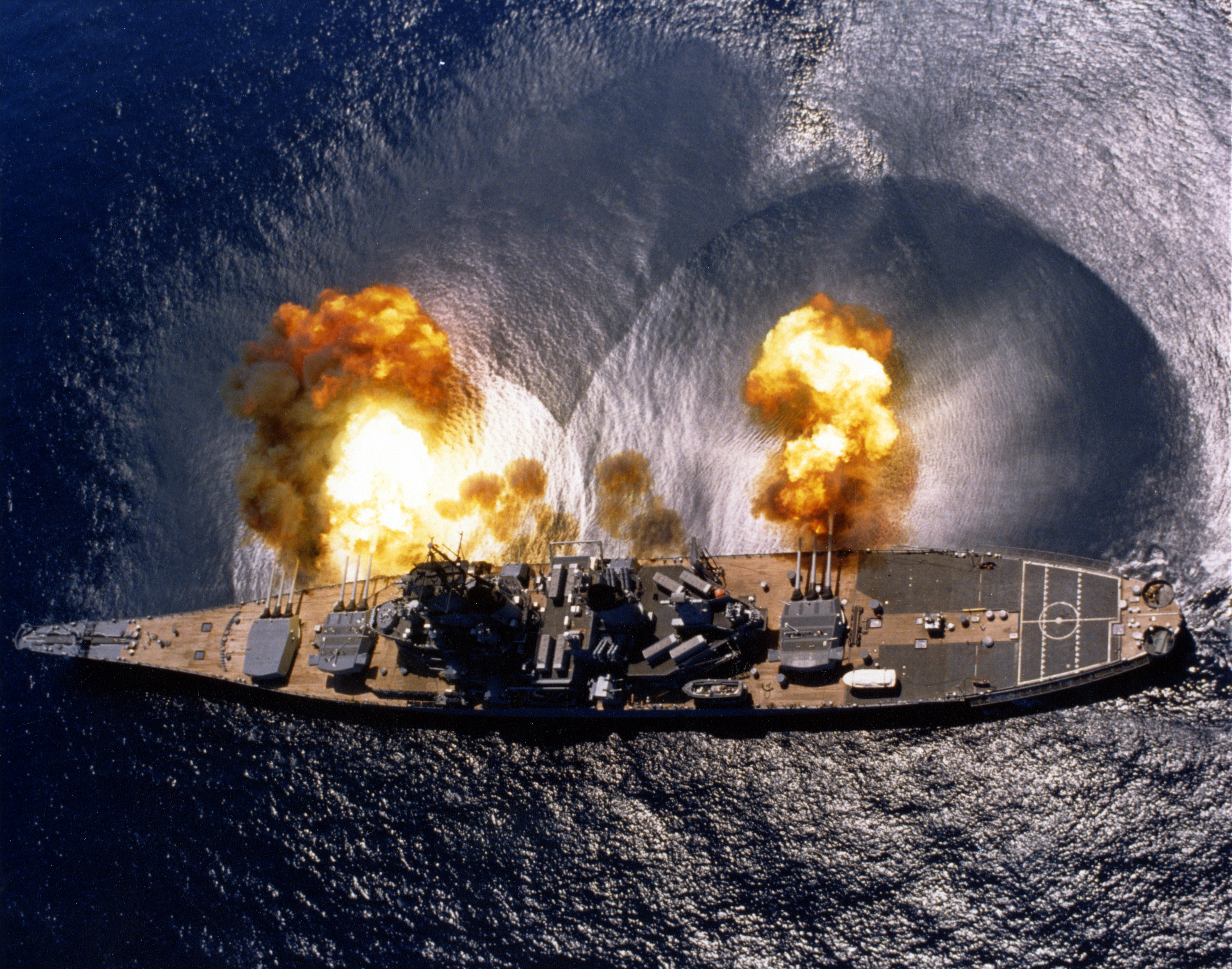
USS Iowa - Andanada de su batería de 16″/50

Armamento y artillería naval es el conjunto de armas, ofensivas o defensivas, que posee la Armada de un país. La importancia de la Armada descansa principalmente en el hecho de que puede emplear en el mar estas armas.
Armamento es una palabra que en su sentido más amplio incluye ítems como pistolas, revólveres, carabinas, rifles, ametralladoras, morteros, rifles sin retroceso, cañones terrestres y obuses, lanzadores de cohetes, bombas, minas, granadas, torpedos, misiles guiados, vehículos de combate y materiales relacionados. Los equipos de guerra química normalmente se excluyen de la categoría de armamento.
La artillería naval es la artillería montada en las naves de guerra, originalmente empleada solo en la guerra naval contra naves, después se ha empleado en el fuego de apoyo naval contra blancos terrestres y contra blancos aéreos. El término generalmente se refiere a proyectiles disparados por un tubo y excluye los proyectiles autopropulsados como torpedos y cohetes y aquellos que son lanzados por sobre la borda como las cargas de profundidad y las minas navales.

## Artillería naval
La artillería naval es el conjunto de cañones, cohetes y lanzadores de misiles que posee el buque de guerra. Se distingue de la artillería militar terrestre en que el cañón naval dispara desde una plataforma inestable y en movimiento. La tarea del artillero militar es disparar a un punto fijo desde otro punto fijo. El artillero naval tiene una tarea comparable a disparar desde un automóvil rápido que se mueve a lo largo de un camino lleno de baches y curvas. Podría decirse que tiene punto de similitud con la artillería aérea. 
Los principales avances en la artillería naval de los tiempos modernos han sido en el control de fuego, el fuego automático, las armas antiaéreas y los misiles. Las mejoras del control de fuego incluyeron el uso del radar, contar con directores mejorados y dispositivos de computación balísticos más precisos. El fuego automático se mejoró con la introducción de municiones más confiables, así como de mecanismos de carga nuevos y mejorados. La artillería antiaérea se mejoró con la introducción de cañones de mayor calibre y con una mayor razón de fuego. El desarrollo de misiles aumentó considerablemente el alcance y la probabilidad de hacer blanco en objetivos aéreos de alta velocidad.

## Clasificación de los cañones navales
Es conveniente clasificar los cañones navales por el tipo de funcionamiento del mecanismo del cierre utilizado.
Automático: Un cañón automático es aquel que utiliza parte de la energía de la explosión (energía de retroceso) para abrir el cierre, expulsar la vainilla vacía y cargar otro tiro. Continúa disparando mientras el circuito de fuego esté cerrado y el suministro de municiones sea mantenido. Ejemplos son las armas antiaéreas de 40 mm y 3 pulgadas.
Semiautomático: Un cañón semiautomático es aquel en que una parte de la energía se almacena primero y posteriormente se utiliza para abrir el cierre, expulsar el cartucho vacío y cerrar la culata después de cargar otro tiro, ya sea a mano o mediante energía auxiliar. La mayoría de las armas navales son de este tipo.
No automático: Un cañón no automático es aquel en que nada de la energía del explosivo se utiliza para operar ningún mecanismo excepto un dispositivo que evita la apertura involuntaria del cierre de un cañón cargado. Las baterías principales de los acorazados y de la mayoría de los cruceros pesados son de este tipo.

## Montajes de los cañones a bordo

Una torre disparando

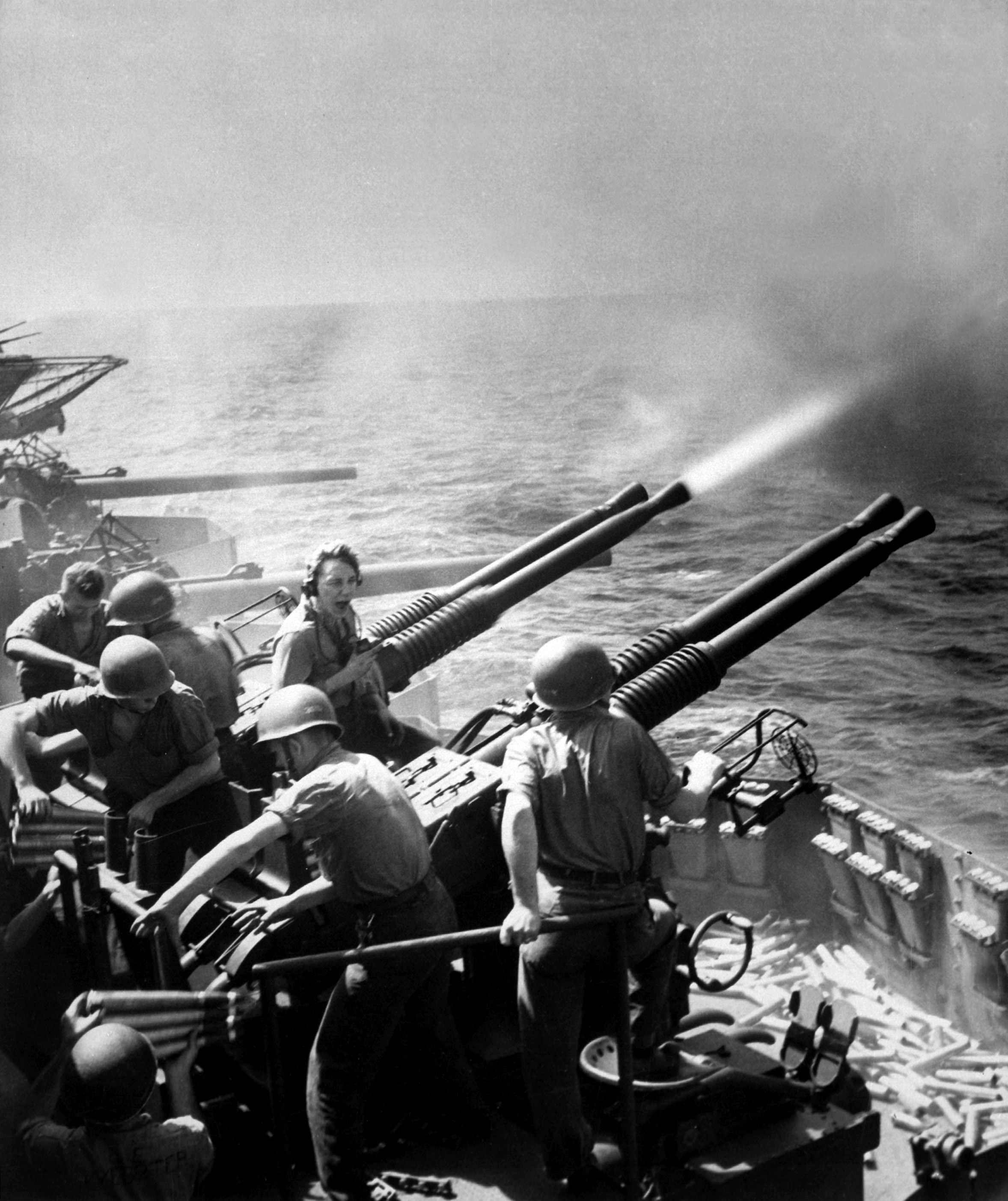
Montajes Bofors de 40 mm a bordo del USS Hornet

El montaje del cañón naval es todo el sistema de piezas de apoyo del cañón, mecanismos de elevación y ronza, equipo de retroceso y vuelta en batería. Las dos clases de montajes son los montajes a la cubierta y los montajes en torres. Los montajes a la cubierta se pueden mover manualmente o mediante energía; los montajes en torres son invariablemente movidos por energía eléctrica, hidráulica o una combinación de ambas. En general, si el equipo es lo suficientemente grande como requerir que partes de él se coloquen en el buque mientras se construye, es llamada una torre. Si el conjunto es hecho en una taller de cañones y luego es izado a bordo, como una unidad completa, entonces es llamado un montaje.
Las partes principales del soporte de la cubierta son la base, la corredera y la caja. La corredera es un soporte cilíndrico en el que se aloja la parte trasera del cañón. Durante el retroceso y la vuelta en batería, el arma va y viene en este soporte. Dos proyecciones horizontales de la corredera, llamadas muñones, proporcionan el eje alrededor del cual el cañón está libre para moverse en el plano vertical. La base soporta la corredera y descansa sobre los roletes. Es libre de girar en el plano horizontal y proporciona medios para ronzar el cañón. La base es la parte estacionaria del montaje, atornillada a la cubierta del buque y contiene la senda de roletes inferior sobre la que descansan los roletes. Soporta la combinación de cañón, corredera y la caja. El movimiento del cañón en los planos horizontal y vertical es mediante un sistema de manivelas, ejes y engranajes. El movimiento también puede realizarse mediante una fuente de energía a través de ejes y engranajes adecuados. Los montajes a la cubierta pueden estar parcialmente o completamente protegidos por una coraza.
El tipo de emplazamiento de cañones llamado torre es en general aquella en la que varios cañones de grueso calibre, sobre 6 pulgadas, se montan en una estructura blindada que gira sobre roletes mediante una maquinaria adecuada y los cañones pueden ser elevados independientemente de la estructura. Todas las torres tienen 2 o 3 cañones. Son el armamento ofensivo principal o batería principal de cruceros y acorazados.
Las torres se localizan longitudinalmente en la línea de crujía del buque, para que puedan disparar hacia cualquiera de las dos bandas. Algunas torres se construyen más arriba que las adyacentes para que puedan disparar por sobre ellas. Esta disposición proporciona el máximo arco de fuego, generalmente alrededor de 300° por torre.
Todas las estructuras de la torre están protegidas por una coraza. La cámara de los cañones está protegida por una gruesa coraza por la parte delantera, los lados, el techo y la parte trasera. Alrededor de la estructura rotatoria debajo de la cámara de los cañones y extendiéndose hasta las cubiertas blindadas de la nave, hay un cilindro fijo de gruesa coraza llamada barbeta. Los espacios inferiores de las torres están protegidos por el cinturón acorazado de la nave y por las cubiertas blindadas del buque. Todas las estructuras de la torre, por lo tanto, incluyendo las santabárbaras, están completamente rodeadas por una gruesa coraza.

## Retroceso y vuelta en batería
En los montajes de cañones navales el mecanismo de retroceso generalmente es un freno hidráulico consistente en uno o más cilindros hechos firmes a la corredera del montaje; en la corredera, pistones hechos firmes al cañón operan de manera que puedan moverse hacia atrás durante el retroceso y hacia adelante durante la vuelta en batería. Los cilindros están llenos de fluido hidráulico que debe pasar a través de orificios en los pistones que están diseñados para que la resistencia a fluir sea aproximadamente constante (o aumente) durante todo el movimiento del pistón. El trabajo hecho por el retroceso en forzar el paso del pistón en el líquido que absorbe el momento del cañón en el retroceso.
El mecanismo de vuelta en batería puede ser mecánico, hidráulico, neumático o una combinación de los tres. El sistema de vuelta en batería no solo debe volver al cañón a la posición de fuego (batería) sino que también debe ser capaz de mantenerlo en batería en todos los ángulos de elevación.

## Control de fuego
La aplicación práctica de la balística exterior y los métodos y elementos empleados para controlar los cañones y otras armas son conocidos como control de fuego. En los comienzos de la artillería naval y hasta bien pasados los tiempos de Nelson, el control de fuego era una cuestión sencilla. Un artillero parado a lo largo de la caña del cañón para cargarlo por la boca, ronzaba el cañón mediante una palanca; además estimaba la distancia al blanco y elevaba el cañón con una cuña que ponía debajo de la recámara o bien mediante un eje dentado.
Cuando los cañones fueron más poderosos y las distancias aumentaron desde unos cientos de yardas a varios miles de yardas, el sistema artillero de "espere y vea" ya no fue efectivo. Se introdujeron telémetros para determinar la distancia exacta al blanco, y los cañones fueron elevados de acuerdo al número de grados requeridos para disparar a esa distancia.
En la Primera Guerra Mundial, las distancias de combate excedían las 10.000 yardas y se presentaron nuevos problemas:
1.- No era posible dispararle al blanco directamente, había que tener en cuenta el movimiento del buque blanco durante el tiempo de vuelo del proyectil. 2.- Había que tener en cuenta el desgaste del tubo del cañón (erosión del ánima), la temperatura de la pólvora, los efectos de la densidad del aire y el viento en las capas superiores de la atmósfera. 3.- Había que tener en cuenta el balance y cabeceo del buque propio. El  error en la determinación de cualquiera de estos puntos podía cambiar la distancia que tenía que recorrer el proyectil en varias miles de yardas. Para enfrentar estos problemas, el fuego por director fue establecido. El fuego por director es esencialmente disparar todos los cañones de una batería mediante el empleo de un director, de un aparato que determine la distancia y un computador. 
El director mismo es una mira maestra para todos los cañones de su batería. El director es apuntado permanentemente al blanco, estableciendo la línea de mira en ronza y elevación. Esto y la distancia al blanco proporcionada por el equipo que determina la distancia, son enviados directamente al computador. Otras informaciones enviadas al computador incluyen el movimiento del buque propio con respecto al plano horizontal, desde el elemento estable; rumbo y velocidad del buque propio, velocidad del viento de superficie, pérdida de la velocidad inicial por desgaste del anima del cañón y temperatura de la pólvora; hora, y otras variables no estandarizadas tales como la densidad atmosférica y errores inevitables de cálculo. Estos datos son combinados por el computador resultando una salida continua de lo siguiente: Distancia y demarcación presente al blanco, distancia futura, empleada por la miras, órdenes de ronza y elevación para posicionar los cañones y graduación de espoletas o tiempo de vuelo. 
En los antiguos sistemas por director, las órdenes de ronza y elevación eran enviadas mediante conexiones eléctricas a los apuntadores y ronzas del cañón. El sirviente ronzaba y elevaba el cañón al mantener los punteros conectados al cañón coincidiendo con los punteros del director. Se disparaban en un punto determinado del balance del buque. En los sistemas de director posteriores, los cañones eran elevados y ronzados automáticamente y aparatos estabilizadores corregían el balance y cabeceo del buque propio. El fuego antiaéreo presenta un problema totalmente diferente. La batería antiaérea debe lidiar con blancos de alta velocidad que pueden atacar desde varias direcciones simultáneamente. Para obtener la necesaria flexibilidad, la batería es dividida  en cuatro grupos, cada uno capaz de operar independientemente en su propio sector, o bien combinarse con un grupo adyacente para defender ambos un sector común. Cada grupo tiene su propio sistema director, y en los casos que dos grupos deban disparar juntos, un director asume el problema de control de fuego de ambos grupos.
La introducción del radar cambio drásticamente la artillería naval. Permitió seguir el blanco en forma automática y efectuar disparos precisos bajo condiciones adversas. La distancia efectiva de los grandes cañones antiguamente había estado limitada a la distancia visible; la humedad atmosférica, la neblina, el humo o la oscuridad a veces disminuían la distancia a unas pocas cientos de yardas. El radar no solo permite tomar la distancia al blanco bajo condiciones de pobre o limitada visibilidad, sino que también permite disparar en forma segura. La distancias de combate frecuentemente superaban las 25.000 yardas.
La introducción de aviones de alta velocidad y las bombas con un gran radio de acción destructivo también introdujeron  un nuevo problema. Era necesario destruir primero el blanco más peligroso y no necesariamente al más cercano. Esta destrucción tenía que efectuarse rápidamente antes que el avión llegase al punto en que debía lanzar la bomba y podía dañar al buque. Esto requería la detección temprana del blanco, la rápida determinación de los datos y dispararle con exactitud. 
Antes del término de la WWII se había hecho presente la necesidad de contar con misiles autopropulsados para enfrentar la creciente velocidad de las aeronaves. A comienzos de 1950 todas las grandes potencias navales tenían operativos misiles antiaéreos en sus flotas. Estos misiles eran capaces de ser lanzados rápidamente, de ser guiados después del lanzamiento durante la parte intermedia de su vuelo  y automáticamente buscar el blanco a larga distancia. Algunos de estos misiles antiaéreos o misiles antimisiles era capaces de destruir un blanco  a distancias sobre las 65 millas del buque propio. El empleo de tales misiles combinados con cabezas nucleares pareciera ser la respuesta al problema de mejorar la distancia, exactitud y efecto destructivo del armamento naval.

## Algunas definiciones
Algunas definiciones relacionadas con los términos empleados en este artículo:
Cañón: El término cañón se refiere en propiedad al tubo o caña, pero comúnmente es empleado para referirse al conjunto completo del que la caña forma parte. 
Montaje: Es el sistema completo que hay entre el cañón y la estructura del buque que sostiene al cañón, lo afirma a la estructura del buque y le permite elevar, ronzar, (en los cañones sobre 20 mm) retroceder y volver en batería. Hay varios tipos de montajes, pero todos deben cumplir estas funciones. Montajes más grandes tienen también otras funciones. 
Ronza: La ronza de un cañón es la posición del eje del ánima del cañón en azimut (o en el plano paralelo a la cubierta), medido desde la línea de crujía del buque. Ronzar el cañón es rotarlo en azimut. El ronza es la persona que controla la ronza del cañón. El mecanismo de ronza es el equipo empleado para ronzar el cañón.
Elevación: La elevación de un cañón es el ángulo que el eje del ánima del cañón forma con la cubierta, medido perpendicular a la cubierta. Elevar el cañón es aumentar este ángulo; deprimir el cañón es disminuir este ángulo. El mecanismo de elevación es el equipo empleado para mover el cañón en elevación. El término apuntar tiene el mismo significado que los términos elevar y deprimir combinados. El apuntador es la persona que controla la elevación o apunta el cañón.
Retroceso: Retroceso es la fuerza que tiende a empujar al cañón hacia atrás cuando el proyectil es disparado. Es la reacción del cañón al disparo. Retroceso también es el movimiento hacia atrás del cañón. El mecanismo de retroceso es el equipo empleado para controlar el retroceso del cañón. Las partes que retroceden son las que se mueven con el cañón al retroceder y al volver en batería.
Vuelta en batería: La vuelta en batería es el movimiento hacia adelante después que ha retrocedido y que vuelva al cañón a su posición original de fuego. El mecanismo de vuelta en batería (también conocido como recuperador) es el equipo que vuelve al cañón a su posición de fuego. 
En batería: Un cañón que está en su posición de fuego luego de retroceder y volver se dice que está en batería. El cañón sale de batería cuando retrocede y regresa a batería durante la vuelta en batería. La posición de retroceso es la posición extrema de las partes en retroceso en el movimiento de retroceso.
Alojamiento: El alojamiento de un cañón es generalmente una estructura en forma de caja unida al tubo del cañón mediante un ensamble del tipo bayoneta. La mayoría de los cañones de calibre intermedio alojan el mecanismo de cierre. Como está unido a la caña del cañón, es una de las partes que retrocede. Los cañones de calibres mayores, que emplean saquetes, no tienen alojamiento; tienen bandejas, que en general efectúan una función similar.  
Corredera: En todos los cañones mayores de 20 mm, la corredera es una estructura que soporta al cañón, el alojamiento y las otras partes que retroceden, y permite que estas puedan retroceder.
Cañones automáticos: Son aquellos cañones en que una parte de la energía de la explosión del propelente es empleada para abrir el cierre, expulsar la vainilla vacía y accionar el mecanismo que carga otra ronda de munición. El cañón continúa disparando mientras se le suministre munición y el gatillo sea operado. 
Cañones semiautomáticos: Son aquellos en los cuales algo de la energía de la explosión del propelente es empleada para abrir el cierre, expulsar la vainilla vacía y automáticamente cerrar el cierre cuando otro tiro se ha cargado. Los cañones semiautomáticos, a diferencia de los cañones automáticos, deben ser cargados ya sea a mano o por un equipo auxiliar. 
Cañones no automáticos: Son aquellos en los cuales la energía de la explosión del propelente no es empleada para abrir el cierre, cerrarlo o efectuar funciones de carga. Todos los cañones que emplean saquetes son de este tipo.
Cañones de fuego rápido: Los cañones de fuego rápido (RF) son aquellos en los cuales, cargar, dispararlo, expulsar la vainilla vacía y las operaciones del cierre son efectuadas automáticamente, pero mediante una fuente de energía distinta que la energía de la carga propelente. 
Eje del ánima: Es la línea recta que pasa a través del centro del ánima del cañón.